# C/1975 T1 Mori-Sato-Fujikawa
La cometa C/1975 T1 (Mori-Sato-Fujikawa) è stata scoperta da tre astrofili giapponesi. È una cometa non periodica con orbita retrograda. La cometa ha una MOID molto piccola con il pianeta Giove.